# أبو إسحاق الأنصاري التلمساني
أبو إسحاق الأنصاري التلمساني و إسمه الكامل إبراهيم بن أبي بكر بن عبد الله الأنصاري التلمساني الوشقي (1212 - 1298 م) (609 - 697 هـ) عالم مسلم وفقيه مالكي ولغوي وشاعر من أهل القرن الثالث عشر الميلادي/ السابع الهجري، عاش معظم حياته في الأندلس. ولد بتلمسان ونشأ بها أولًا ثم انتقل به أبوه إلى الأندلس، ونشأ في مدنها. برز في علم الفرائض. توفي في سبتة له العديد من المؤلفات والمنظومات والأرجوزات.

## سيرته
هو إبراهيم بن أبي بكر بن عبد الله بن موسى الأنصاري التلمساني الوشقي، يكنى أبا إسحاق، نزيل سبتة. وهو غير «محمد بن أبي بكر بن عبد الله بن موسى الأنصاري التِّلمساني المعروف بالبُرِّي».

ولد إبراهيم بن أبي بكر آخر ليلة من جمادى الآخرة 609/ 1212 م بتلمسان ونشأ بها. انتقل به أبوه إلى الأندلس في 618 هـ/ 1222 م وهو ابن تسعة أعوام، فسكن بغرناطة ثلاث أعوام حتى 621 هـ/ 1224 م ، قم انتقل إلى مالقة وسكنها مدة، وبها تعلم وقرأ معظم قراءته، ثم انتقل إلى سبتة.

في مالقة درس على أبي بكر بن دسمان، وأبي صالح محمد بن محمد الزّاهد، وأبي عبد الله بن حفيد، وروى بها عن أبي الحسن سهل بن مالك، ولقي أبا بكر بن محرز وأجاز له، وكتب إليه مجيزًا أبو الحسن بن طاهر الدباج، وأبو علي الشلوبين. ولقي بسبتة الحسن أبا العباس بن علي بن عصفور الهواري، وأبا المطرّف أحمد بن عبد الله بن عفيرة، فأجازا له. وسمع على أبي يعقوب بن موسى الحساني الغماري. وروى عنه الكثير ممّن عاصره في الأندلس، كأبي عبد الله بن عبد الملك وغيره.

تزوّج في سبتة أخت الشيخ أبي الحكم مالك بن المرحّل. 

توفي أبي إسحاق التلمساني في سبتة سنة 697 هـ/ 1298 هـ.

## مهنته
كان فقيهًا بارزًا في الفرائض، وعارفًا بعقد الشروط، وأديبًا شاعرًا محسنًا. نظم أرجوزة في علم الفرائض وهو ابن عشرين سنة وهي التي عرفت شهرة واسعة في المغرب العربي وعرفت ب«الأرجوزة التلمسانية»، وله أيضًا منظومات كثيرة في السيرة ومدح النبي محمد، وقد كتب عن العروض، وفي المولد النبوي. كما نظم السيرة النبوية لابن هشام على قافية اللام. وقرأ عليه خالد البلوي قصيدته اللامية الشهيرة.

قال عنه ابن عبد الملك المراكشي «خبرت منه في تكراري عليه، تيقظا وحضور ذهن، وتواضعا، وحسن إقبال وبر، وجميل لقاء ومعاشرة، وتوسطا صالحا فيما يناظر فيه من التواليف، واشتغالا بما يعنيه من أمر معاشه، وتخاملا في هيئته ولباسه، يكاد ينحط عن الاقتصاد، حسب المألوف والمعروف بسبتة.» وقال عنه لسان الدين بن الخطيب «كان فقيها عارفا بعقد الشروط، مبرزا في العدد والفرائض. أديبا، شاعرا، محسنا، ماهرا في كل ما يحاول، نظم في الفرائض وهو ابن ثمانية وعشرين عاما أرجوزة محكمة بعلمها، ضابطة، عجيبة الوضع» 

وشعره كثير، «مبرّز الطّبقة بين العالي والوسط، منحازا أكثر إلى الإجادة جمّة.»  وهو «صاحب مطوّلات مجيدة، وأمادح مبدية في الإحسان معيدة».

## مؤلفاته
- «الأرجوزة التلمسانية»، في الفرائض
- «نتيجة الخير ومزيلة الضير»
- «المعشرات على أوزان العرب»
- «منظومات» أو «منظومات لامية» في السير وأمداح النبي وأعياد المولد
- «مقالات» في علم العروض الدّوبيتي
- «اللمع في الفقه على مذهب الإمام مالك» أو «اللمع في الفقه المالكي» ، من كتب المختصرات الفقهية
- «شرح ابن الجلاب»
- «تفسير الفاتحة»